# Burning Heart Records
Burning Heart Records é uma gravadora independente sediada na cidade de Örebro, Suécia. É uma afiliada da gravadora californiana Epitaph Records, que distribui o selo Burning Records para a América do Norte. Também há uma gravadora na Alemanha, em Berlim, desde o final de 2003.
Burning Heart Records tem um grande sucesso ao distribuir álbuns de diversas bandas europeias, especialmente suecas, que possuem uma audiência global. Seus sucessos incluem The Hives, Turbonegro, The (International) Noise Conspiracy, Millencolin, No Fun At All e Refused.
A gravadora possui uma reputação entre as bandas punk de garagem, mas vem gravando álbuns de grindcore, hardcore experimental, ska, pop e rap.